# Sho Sasaki
Sho Sasaki (født 2. oktober 1989) er en japansk fodboldspiller. Han er medlem af Japans fodboldlandshold.

## Japans fodboldlandshold
| Japans landshold | Japans landshold | Japans landshold |
| År               | Kmp              | Mål              |
| ---------------- | ---------------- | ---------------- |
| 2018             | 3                | 0                |
| Total            | 3                | 0                |